# Абєлєнцев Вадим Ігорович
Вадим Ігорович Абєлєнцев (нар. 17 березня 1996) — український футболіст, нападник харківського клубу «Універ-Динамо».

## Життєпис
Вадим Абєлєнцев народився 17 березня 1996 року. Вихованець харківського ХТЗ. З 2013 року виступав на аматорському рівні у складі клубу «Геліос-Академія». В липні 2014 року підписав контракт з харківським «Геліосом». У складі клубу дебютував 28 березня 2015 року, вийшовши на поле на 81-ій хвилині матчу «Гірник» — «Геліос», в якому харківський клуб поступився з рахунком 0:1. Перший м'яч у футболці харківського «Геліоса» забив на 90+4-ій хвилині поєдинку між «Нафтовиком-Укрнафтою» та «Геліосом». Загалом у складі «Геліоса» в першій лізі чемпіонату України зіграв 23 матчі та відзначився 1 голом, ще 1 матч у складі харків'ян зіграв у кубку України.